# Borghausen (Bestwig)
Borghausen ist ein Ortsteil der Gemeinde Bestwig in Nordrhein-Westfalen (Deutschland).Im Januar 2020 hatte Borghausen 636 Einwohner. Zusammen mit dem Ortsteil Alfert gehört Borghausen zur Ortschaft Ostwig.
Der südlich der Bundesstraße 7 gelegene Ortsteil grenzt an Bestwig. Durch Umnutzung von Bahnflächen ist in dem Ortsteil ein großflächiger Einzelhandelsstandort entstanden. In Borghausen befindet sich das neue Bestwiger Baugebiet Im Westfeld.